# عبيد البريكي
عبيد البريكي ولد في 20 يوليو 1957 في جرجيس (تونس). هو سياسي ونقابي تونسي.

عين في منصب وزير الوظيفة العمومية والحوكمة في حكومة يوسف الشاهد بين 27 أغسطس 2016 و25 فبراير 2017.

## السيرة الذاتية

### السيرة النقابية
بدأ حياته النقابية في وقت مبكر جدا، وسرعان ما شغل عدة مناصب فيها، منتقلا من النقابة الأساسية للتعليم الثانوي إلى النقابة الوطنية، ثم إلى المركزية النقابية. بعد 2011، كان عبيد البريكي الناطق الرسمي ونائب أمين عام الاتحاد العام التونسي للشغل. تقلد أيضا منصب مسؤول عن برنامج ومستشار لدى منظمة العمل العربية طيلة أربع سنوات. 

بعد الثورة التونسية في 2011، أصبح عضو الهيئة العليا لتحقيق أهداف الثورة والإصلاح السياسي والانتقال الديمقراطي ممثلا لاتحاد الشغل.

### المسار السياسي
يعتبر من مؤسسي حركة الوطنيين الديمقراطيين مع محمد الحديفي وشكري بلعيد سفيان بن فرحات وناشطين آخرين في الجامعة. إلا أنه عند تقديم التأشيرة القانونية للحزب في 2011، فضل تكريس وقته للعمل النقابي وترك المجال السياسي. ومع ذلك، ترأس مؤتمر توحيد الحزب في 2012 (حركة الوطنيين الديمقراطيين، حزب العمل الوطني الديمقراطي ومستقلين). 

في 27 أغسطس 2011، عين في منصب وزير الوظيفة العمومية والحوكمة في حكومة يوسف الشاهد بين 27 أغسطس 2016 و25 فبراير 2017، أين حل محله خليل الغرياني.

## مقالات ذات صلة
- الاتحاد العام التونسي للشغل